# Comté de Gray (Texas)
Pour les articles homonymes, voir Comté de Gray.
Le comté de Gray, en anglais : Gray County, est un comté situé au nord de l'État du Texas aux États-Unis. Fondé le 19 novembre 1876, son siège de comté est la ville de Pampa. Selon le recensement des États-Unis de 2020, sa population est de 21 227 habitants. Le comté a une superficie de 2 406,9 km2, dont 2 398,2 km2 en surfaces terrestres. Il est baptisé en mémoire de Peter W. Gray, militaire durant la guerre de Sécession.

## Organisation du comté
Le comté de Gray est créé le 19 novembre 1876, à partir des terres du comté de Bexar et celles de l'ancien comté de Wegefarth. Après plusieurs réorganisations foncières, il est définitivement autonome et organisé le 27 mai 1902.
Il est baptisé à la mémoire de Peter W. Gray (en), juge et législateur de la Confédération ainsi qu'un soldat durant la guerre de Sécession,.

## Géographie
Le comté de Gray se situe au nord de l'État du Texas, aux États-Unis,. Il fait partie des comtés du Texas Panhandle et se trouve au sud des Grandes Plaines d'Amérique du Nord.
Il a une superficie totale de 2 406,9 km2, composée de 2 398,2 km2 de terres et de 8,7 km2 de zones aquatiques.

## Comtés adjacents
| Comté de Hutchinson | Comté de Roberts | Comté de Hemphill      |
| Comté de Carson     | comté de Gray    | Comté de Wheeler       |
|                     | Comté de Donley  | Comté de Collingsworth |

## Démographie

Pyramide des âges du comté de Gray (2000).

Lors du recensement de 2010, le comté comptait une population de 22 535 habitants. En 2017, la population est estimée à 22 404 habitants.
| Groupes           | Comté de Gray | Texas | États-Unis |
| ----------------- | ------------- | ----- | ---------- |
| Blancs            | 81,5          | 70,4  | 72,4       |
| Autres            | 9,9           | 10,6  | 6,4        |
| Afro-Américains   | 4,9           | 11,9  | 12,6       |
| Métis             | 2,4           | 2,5   | 2,7        |
| Amérindiens       | 0,9           | 0,7   | 0,9        |
| Asiatiques        | 0,4           | 3,8   | 4,8        |
| Total             | 100           | 100   | 100        |
|                   |               |       |            |
| Latino-Américains | 23,8          | 37,6  | 16,7       |

Selon l'American Community Survey, pour la période 2011-2015, 80 % de la population âgée de plus de 5 ans déclare parler anglais à la maison, alors que 18,54 % déclare parler l’espagnol et 1,06 % une autre langue.
| Indicateur                             | Détroit  | États-Unis |
| -------------------------------------- | -------- | ---------- |
| Personnes de moins de 5 ans            | 7,2 %    | 6,1 %      |
| Personnes de moins de 18 ans           | 25,5 %   | 22,6 %     |
| Personnes de plus de 65 ans            | 15,9 %   | 15,6 %     |
| Femmes                                 | 46,6 %   | 50,8 %     |
| Personnes par foyer                    | 2,61     | 2,64       |
| Vétérans                               | 6,5 %    | 8,0 %      |
| Personnes nées étrangères à l'étranger | 9,9 %    | 13,2 %     |
| Personnes sans assurance maladie       | 22,4 %   | 10,2 %     |
| Personnes avec un handicap             | 11,5 %   | 8,6 %      |
| Revenus annuels                        | 22 409 $ | 29 829 $   |
| Personnes sous le seuil de pauvreté    | 19,4 %   | 12,3 %     |
| Diplômés du lycée                      | 80,3 %   | 87,0 %     |
| Diplômés de l'université               | 13,6 %   | 30,3 %     |